# Вернадський Георгій Володимирович
Гео́ргій Володи́мирович Верна́дський (англ. George Vernadsky; 20 серпня 1887, Санкт-Петербург — 12 червня 1973, Нью-Гейвен, штат Коннектикут, США) — американський, російський історик. Фахівець у галузі історії Росії. Син українського вченого-геолога Володимира Вернадського.
Був затятим українофобом та заперечував саму можливість існування українців як окремого народу та України як окремої від Росії країни. У всіх своїх працях називав Росію спадкоємицею Київської Русі, найповніше описавши це у своїй останній прижиттєвій книзі з промовистою назвою Кієвская Росія (англ. Kievan Russia, 1973, New Heavan: Yale University Press).
У 1920-х разом із Петром Савицьким та Миколою Трубецьким був одним із трьох головних авторів російської націоналістичної ідеології Євразійства.

## Біографія

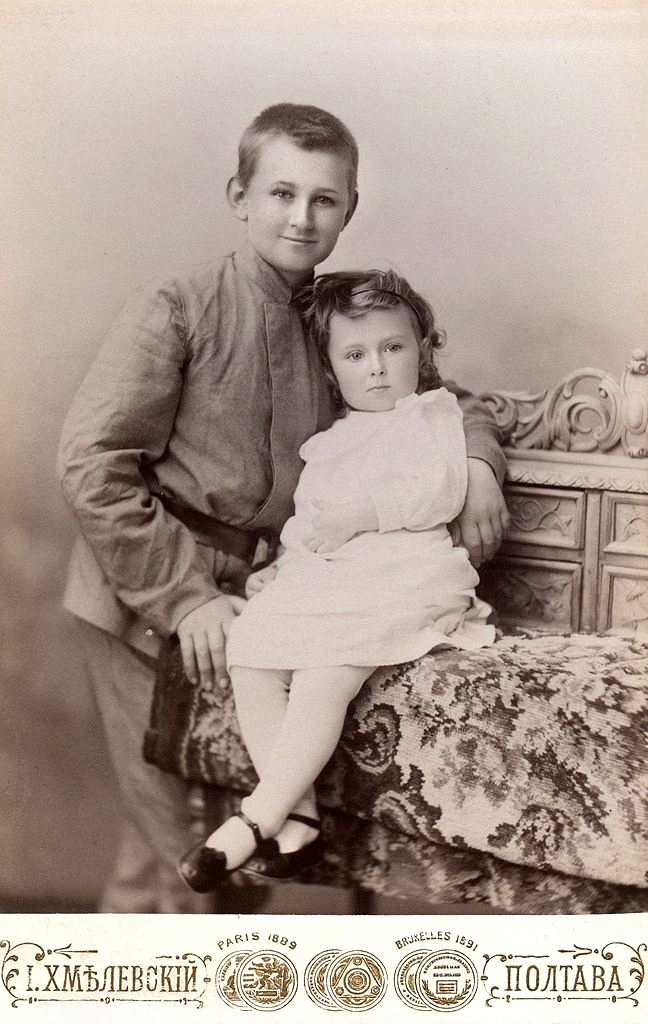
Із сестрою Ніною. Полтава, 1903

Син Володимира Вернадського, онук Івана Вернадського.
Закінчив Московський університет. Захистив дисертацію, присвячену російському масонству доби Катерини II.
Навчався в Берлінському та Фрайбурзькому університетах.
У 1917—1918 роках був професором Пермського університету, у 1918—1920 роках — професором Таврійського університету в Сімферополі.
Від 1920 року — в еміграції.
У 1922—1927 роках був професором Карлового університету в Празі, у 1927—1956 роках — професором Єльського університету в США за пропозицією Ростовцева Михайла Івановича та Френка Голдера.

## Погляди
Вернадський мав складну національну ідентичність, уважаючи себе «українцем і росіянином одночасно».
У 1920-х разом із Петром Савицьким та Миколою Трубецьким був одним із трьох головних авторів російської націоналістичної ідеології Євразійства. До самої смерті в 1973 році Вернадський залишався прибічником євразійства й поширював ці ідеї серед західних інтелектуалів через свої лекції з так званої «Історії Росії» та через публікацію своїх книжок про так звану «Історію Росії», де заперечував існування України та українців та простежував генезу Росії від Київської Русі (яку він називав Київською Росією).

## Творча бібліографія
- (1931) Lenin: Red Dictator. (Translated by Malcolm Waters Davis). New Haven: Yale Uversity Press, 1931
- (1932) The Russian Revolution, 1917—1931. N.Y., H.Holt & Co., 1932
- (1933) The Expansion of Russia. New Haven: Yale Uversity Press, 1933
- (1936) Political and Diplomatic History of Russia. Boston, Little, Brown & Co., 1936
- (1941) Bohdan, Hetman of Ukraine. New Haven: Yale Uversity Press; London, H. Milford, Oxford Univ. Press, 1941.
- (1943–69) A History of Russia. New Haven: Yale Uversity Press. ISBN 0-300-00247-5
  - (1943) A History of Russia; Vol. 1: Ancient Russia. New Haven: Yale Uversity Press.
  - (1948) A History of Russia; Vol. 2: Kievan Russia. New Haven: Yale Uversity Press. (1973 reprint ISBN 0-300-01647-6)
  - (1953) A History of Russia; Vol. 3: The Mongols and Russia. New Haven: Yale Uversity Press.
  - (1959) A History of Russia; Vol. 4: Russia at the Dawn of the Modern Age. New Haven: Yale Uversity Press.
  - (1967) A History of Russia; Vol. 5: The Tsardom of Moscow. New Haven: Yale Uversity Press.
- (1947) Medieval Russian Laws (Translated by George Vernadsky). N.Y.: Columbia University Press, 1947
- (1959) The Origins of Russia. Oxford: Clarendon Press. 1959